# Rijksbeschermd gezicht Oosterveld Grou
Oosterveld Grou is een van rijkswege beschermd dorpsgezicht in Grouw in de Nederlandse provincie Friesland. De procedure voor aanwijzing werd gestart op 22 maart 2004. Het gebied werd op 26 oktober 2007 definitief aangewezen. Het beschermd gezicht beslaat een oppervlakte van 9,2 hectare.
Panden die binnen een beschermd gezicht vallen krijgen niet automatisch de status van beschermd monument. Wel zal de gemeente het bestemmingsplan aanpassen om nieuwe ontwikkelingen in het gebied te reguleren. De gezichtsbescherming richt zich op de stedenbouwkundige en cultuurhistorische waardering van een gebied en wil het toekomstig functioneren daarvan veiligstellen.